# Rudolf Bode
Rudolf Bode, (Kiel, 3 februari 1881 –  München, 7 oktober 1970), was een Duits gymnastiekpedagoog.
Hij was een van de grondleggers (samen met Heinrich Medau), van de ritmische gymnastiek, een onderdeel van de lichamelijke opvoeding dat in het Nederlandse basisonderwijs en voortgezet onderwijs op het programma staat. Dit onderdeel van de gymnastieklessen wordt veelal begeleid door muziek.